# Саратов-Сокол (аэродром)
Сокол — военный аэродром в Саратовской области, западнее города Саратова. Расположен в 2 км южнее посёлка Соколовый (историческое название Разбойщина), в 5 км южнее железнодорожной станции Жасминная.
На аэродроме базируется 339-я учебная авиационная база, входящая в состав Филиала Военного учебно-научного центра военно-воздушных сил «Военно-воздушная академия имени профессора Н. Е. Жуковского и Ю. А. Гагарина» в городе Сызрань (филиал ВУНЦ ВВС «ВВА» г. Сызрань). Проводится подготовка лётчиков на вертолётах: Ансат, Ка-226, Ми-2 и Ми-8.

## История
Аэродром возник в 1940 году как грунтовый учебный аэродром планерной школы и носил в те годы название «Разбойщина».
Во время Великой Отечественной войны на аэродроме «Разбойщина» базировались истребительные полки 144-й истребительной авиационной дивизии ПВО, входившей в состав Саратовско-Балашовского дивизионного района ПВО.
После войны, во второй половине 1940-х годов, авиарейсы из Москвы (аэропорт «Быково») выполнялись на аэродром «Разбойщина», поскольку он был лучше оборудован по сравнению с саратовским аэропортом «Центральный».
В 1960-х годах на аэродроме базировался учебный авиационный полк Армавирского высшего авиационного Краснознамённого училища лётчиков (самолёты Л-29, МиГ-17).
В 1969 году создана Саратовская военная авиационная школа пилотов (в 1971 году преобразованная в Саратовское высшее военное авиационное училище лётчиков), специализирующаяся на подготовке лётчиков на вертолёты военной авиации.
В 1970 году в посёлке Соколовый был сформирован 131-й учебный вертолётный полк (войсковая часть 21965). Официальным днём образования воинской части является 30 декабря 1970 года. Обучение велось на вертолетах Ми-1, с 1975 года на вертолетах Ми-8Т.
В 1991 году училище расформировано, полк (в/ч 21965) передан в ведение Сызранского высшего военного авиационного училища летчиков.
В 2012 году в ходе реорганизации системы военного образования полк переформирован в Учебную авиационную группу (УАГ), поступила новая авиатехника: вертолёты Ансат-У и Ка-226. Также эксплуатируются вертолёты Ми-2У, Ми-8Т, Ми-8ТП, Ми-8МТ и Ми-8МТВ.
В 2015 году УАГ преобразована в 339-ю УАБ (учебная авиационная база), которая продолжает готовить курсантов филиала ВУНЦ ВВС «ВВА» г. Сызрань для всех военных ведомств Российской Федерации и ряда иностранных стран. Также постоянный состав УАБ регулярно выполняет полёты по служебно-боевым задачам.

## Происшествия
- 6 июня 1966 года катастрофа самолёта Л-29 учебного полка Армавирского высшего авиационного Краснознамённого училища лётчиков. Командир экипажа — курсант Павел Шклярук. После взлета при наборе высоты 300 м произошел отказ двигателя. По курсу взлета располагались железнодорожный мост и нефтехранилище с большим запасом нефтепродуктов. Командир экипажа принял решение сажать самолёт на воду в Волгу. Однако по курсу по реке шло пассажирское судно. Курсант Павел Шклярук отвернул самолёт от массового скопления людей и направил его в воду. Полет длился 24 секунды. Командир экипажа — курсант Павел Шклярук, погиб. Посмертно награждён орденом Красной Звезды. Подвигу посвящена песня Ю. Визбора «24 секунды подвига».
- 5 сентября 2019 года на аэродроме во время руления потерпел аварию вертолёт Ми-8[2].